# Bugeac (ort i Moldavien)
Bugeac är en ort i Moldavien. Den ligger i distriktet Găgăuzia, i den södra delen av landet, vid en järnvägssträcka och sydväst om en sjö. Bugeac ligger 93 meter över havet och antalet invånare är 1 800.
Terrängen runt Bugeac är platt. Trakten runt Bugeac består till största delen av jordbruksmark.